# 呉服商
呉服商（ごふくしょう）は、日本において「呉服」とも称される、和服の販売に関わる商業事業者、商人。
歴史的には、江戸時代に規模の拡大や業態の大きな改革を経て、明治時代以降における近代的な百貨店の発達の基礎を築いた。
これまで日本における百貨店の成立過程については、1904年（明治37年）12月に三越呉服店が株式会社となった際に新聞各紙上で行った「デパートメントストア宣言」の広告に端を発し、これを契機として三越自身、さらに東京では松坂屋、白木屋、松屋、そして大阪では高島屋、十合、大丸といった呉服店が、大正中期にかけて株式会社化を行い、次々に百貨店として成立したという見解で一致している。
現代においては、呉服屋、呉服店、呉服専門店、呉服小売商などとも称される。

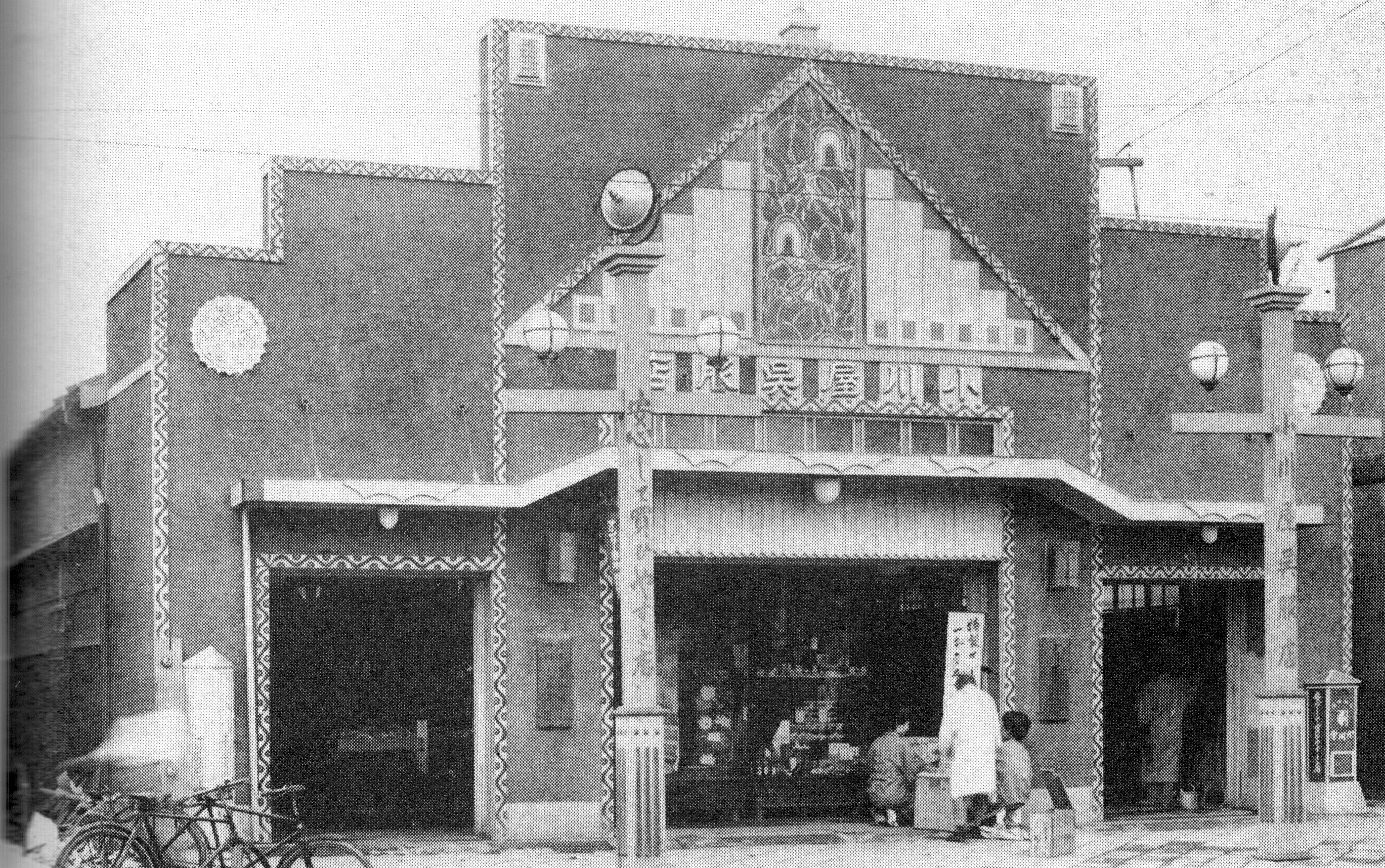
関東大震災後の日本橋人形町に建てられた小川屋呉服店の仮設店舗 （1923年頃）

## 江戸時代の呉服商

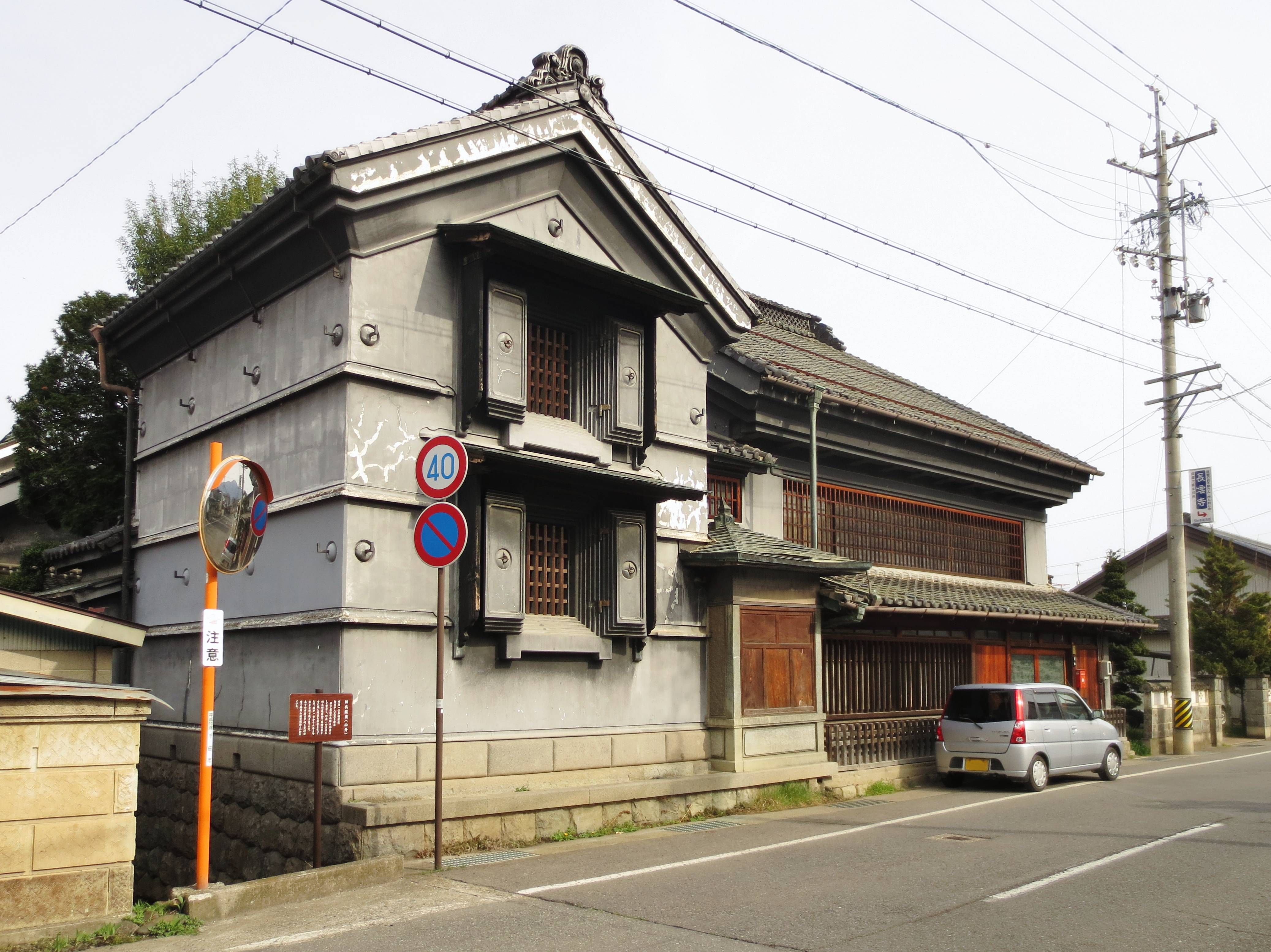
稲荷山宿旧呉服商「山丹」（2015年）

呉服（和服）の商取引の歴史は古いが、現代にまで系譜が伝わる有力な呉服商の多くは、江戸時代に起源をもっており、この時期に流通形態における大きな変動があったことを物語っている。京都では、江戸幕府の政策で、中世以来の上層町衆の一部が没落する中で、近江、伊勢、美濃などから流入した商人たちが、おもに御所に近い上京に拠って、新興町人として取引の主導権を握った。特に、皇室、将軍家、諸大名などの呉服御用を勤める呉服商は、呉服所と称された。
有力な呉服商は、上方や江戸など各地に支店を設け、商品の広域的流通を実現した。
江戸時代の呉服商は、注文を受けて顧客のもとへ商品を持参する「見世物商い」や、商品を顧客のもとへ持参して売る「屋敷売り」 といった、後の百貨店の外商に相当する形態が販売の主軸で、支払いは年に1回ないし2回の掛け売りであったため、貸し倒れリスクも大きく、相手によって売価は定まっていない状態であった。そのため、見込まれる未回収分の損害額を事前に上乗せするリスク回避が採られた。また、絹の反物を売買するのが原則であり、仕立ては顧客が自家で行なうか、別途、仕立て屋に出さなければならなかった。
1673年（延宝元年）、江戸に進出した三井越後屋呉服店（三越の前身）は、「店前（たなさき）売り」、「現銀（金）掛値なし」、「切り売り」、「仕立て売り」といったそれまでの商習慣を打破する手法を次々と打ち出し、新たな需要の掘り起こしに成功した。

## 百貨店への移行
1904年12月、三越は、日比翁助の主導の下、「米国に行はるるデパートメント・ストーアの一部を実現致すべく候」などと記した、いわゆる「デパートメントストア宣言」を関係各方面に発表し、座売りから陳列販売方式への転換に踏み出した。以降、松坂屋、白木屋、松屋や、大阪を拠点としていた髙島屋、十合、大丸などの有力呉服店が、1910年代にかけて、株式会社化と百貨店への業態転換に踏み切った。

## 他業種などへの展開
もともと呉服商の中には、両替商  、酒造業 、その他の事業を兼業する者もあった。また、素封家として社会的な地位を築いた者もいた 。
その事業の起源が呉服商にある現代の日本企業は、百貨店に限られておらず、総合商社の丸紅、アコムなど、多様な例がある。

## 縮小期の呉服流通と呉服店
呉服などの着物関連産業は、最盛期には「2兆円産業」ともいわれ、1980年（昭和55年）には1兆8000億円の市場規模があったとされるが、その後の着物小売市場は2003年（平成15年）に6270 億円、2014年（平成26年）に3090 億円と、規模を縮小させている。この数値には、小物など呉服以外も含まれているため、呉服に限った市場規模は、およそ2700億円ともいわれる。
1990年代の縮小期を呉服商から販売業に転換することで乗り切った京都きものプラザは、些末な傷、織りムラ、目立たない汚れがある「B反」（B品、B級品）と呼ばれる反物を安く売り、これによって「呉服は高い」という常識を覆して人気を集めた。年間約220回の販売催事となった「大B反市」は当時の日本人がよく知る催事であり、顧客に販売員が付いて回る「つきそい営業」、B反と正規品のセットで販売を行う客単価向上戦略などがヒットし、2004年（平成16年）7月期には売上高約26億円を計上。しかし、呉服のオンライン販売の拡大、東レが開発した化織原料による廉価製品の登場、着付けの知識が不要で簡単に着られるセパレート着物など、安さで京都きものプラザに勝る製品が増え、手軽さで上回る流通手段が見られるようになったため、以後低迷。2015年（平成27年）4月に事業を停止し、6月に破産手続開始決定を受けた  。
京都きものプラザを始めとして、2000年代に入ってから2016年（平成28年）までの間に、1216社の呉服関連企業が経営破綻しており、最も多かった2000年（平成12年）では1年間で114社が倒産した。連日倒産のニュースが駆け巡る中で、京都市室町通界隈では「NTTドコモ」という「次に潰れる呉服問屋」のイニシャルに「今や呉服商はどこも危ない」を加えた隠語が誕生する始末であった。
市場縮小の一因は、女性への洋装の浸透と、呉服商自身が1970年代以降に高価格製品の販売に注力したことにあり、これが消費者の着物離れを加速させた。着物需要が減少する中で、販売数量の下落分をカバーするため、業界全体が晴れ着や付加価値の高い製品に偏って開発し、製品単価（利益率）を上げる戦略をとった。そのため、最初に日常生活で着用する仕事着や街着としてのカジュアルな着物が姿を消し、市場にはフォーマルな着物（晴れ着）ばかりが増えていった。一方で、これは当時の社会風潮を理解していない大きな誤りであり、最も大きな要因は社会の変化と見るのが妥当である。1970年（昭和45年）頃まで入学式・卒業式や授業参観には母親は必ず着物で行くものであったが、そのような風習が姿を消すことでカジュアル着物が次第に販売不振に陥り、その結果フォーマルに注力せざるを得なくなったというのが実情である。絹織物のフォーマル着物は木綿やウールに比べて高価なものが多いが、ただ単にカジュアル需要がなくなったためフォーマルに注力せざるを得なくなったのに他ならない。
呉服商は、売上総利益率は高いが、人件費率、販売管理費率も大きい。また、経営資本回転率、商品回転率が低く、市場の規模縮小などもあって、市場の流通在庫は2015年（平成27年）時点で、およそ3兆円 - 4兆円という巨額と推定されている。35年余りにわたる長期的な着物市場の凋落傾向の中で、多くの倒産・廃業企業が残した流出品を 含めた着物の流通在庫の規模は約3兆円 - 4兆円といわ れている。これは10年間新規生産しなくても着物の需要を満たせる規模である。また、タンスの中に眠る着物資産も膨大にある。
流通チャネルの多様化も進んでおり、2000年代以降はリサイクルきものの事業が注目され、2010年代にはネットショップでの売買が急成長した。さらに、インターネットによる通信販売とサロン風店舗を組み合せて急成長する例が登場するなど、既存の形態による呉服店に代わる新たな業態も登場している。

## 呉服店
サービスは個々の店舗によって異なる場合があるが、着物のレンタルや着付けなどを行う店もある。
- 市川呉服店
- 大野屋總本店
- 川島織物セルコン
- 京都きもの友禅
- 銀座くのや
- 銀座もとじ
- さが美
- 竺仙
- 白瀧呉服店
- 白水（呉服店）
- 鈴源織物
- 鈴乃屋
- 鈴花
- 千總
- 東京ますいわ屋
- 西松屋 (呉服店)
- 日本和装ホールディングス
- 本田京染店
- 豆千代モダン[25]
- みそや呉服店
- 山一織物
- 山之内（企業）
- たちばな
- かつてあった会社
  - 住田呉服店
  - 東京山喜
  - はれのひ
  - 愛染蔵